# Atollo Kaafu
L'Atollo Kaafu è un atollo amministrativo delle Maldive. Corrisponde ai quattro atolli naturali di Malé Nord, Malé Sud, Gaafaru e Kaashidhoo. Malé, capitale delle Maldive, si trova su Malé nord. L'atollo di Kaafu è situato nella parte centrale dell'arcipelago ed è composto da 80 isole, 12 delle quali abitate. Tra di esse l'atollo di Malé e l'isola di Hulhulé, che ospita l'aeroporto internazionale. L'isola più industrializzata dell'atollo è Thulusdhoo, sulla quale si trova un impianto di imbottigliamento della Coca Cola, uno dei pochi impianti che fa uso di acqua desalinizzata, e un magazzino per lo stoccaggio di pesce essiccato.

## Isole abitate
- Dhiffushi
- Gaafaru
- Gulhi
- Guraidhoo
- Himmafushi
- Hulhumalé
- Huraa
- Kaashidhoo
- Maafushi
- Malé
- Thulusdhoo
- Villingili

## Isole disabitate
Sono considerate disabitate anche isole industriali, turistiche o di scali aeroportuali.
- Aarah
- Akirifushi
- Asdhoo
- Baros
- Biyaadhoo
- Bodubandos
- Bodufinolhu
- Boduhithi
- Boduhuraa
- Bolifushi
- Dhigufinolhu
- Dhoonidhoo
- Ehrruh-haa
- Enboodhoo
- Enboodhoofinolhu
- Eriyadhoo
- Farukolhufushi
- Feydhoofinolhu
- Fihalhohi
- Funadhoo
- Furan-nafushi
- Gasfinolhu
- Giravaru
- Girifushi
- Gulheegaathuhuraa
- Helengeli
- Henbadhoo
- Hulhulé
- Huraagandu
- Ihuru
- Kagi
- Kalhuhuraa
- Kandoomaafushi
- Kanduoih-giri
- Kanifinolhu
- Kanuhuraa
- Kudabandos
- Kudafinolhu
- Kudahithi
- Kudahuraa
- Lankanfinolhu
- Lankanfushi
- Lhohifushi
- Lhosfushi
- Maadhoo
- Madivaru
- Mahaanaélhihuraa
- Makunudhoo
- Makunufushi
- Maniyafushi
- Medhufinolhu
- Meerufenfushi
- Nakachchaafushi
- Olhahali
- Olhuveli
- Oligandufinolhu
- Rannalhi
- Rasfari
- Thanburudhoo
- Thilafushi
- Thulhaagiri
- Vaadhoo
- Vaagali
- Vabbinfaru
- Vabboahuraa
- Vammaafushi
- Velassaru
- Velifaru
- Veliganduhuraa
- Vihamanaafushi
- Villingilimathidhahuraa
- Villingilivau
- Ziyaaraiffushi